# The Voice Portugal (4.ª edição)
A quarta edição do programa The Voice Portugal estreou a 4 de setembro de 2016 na RTP1. O programa é apresentado por Catarina Furtado e Vasco Palmeirim, tendo como repórter de exterior e de bastidores Jani Gabriel. O grupo de mentores é constituído por Mickael Carreira, Marisa Liz, Aurea e Anselmo Ralph.
A Final do programa foi disputada entre Fernando Daniel (Equipa Mickael), Francisco Murta (Equipa Aurea), Marta Carvalho (Equipa Anselmo) e Miguel Carmona (Equipa Marisa). Fernando Daniel foi coroado o vencedor.

## Equipas
| Vencedor(a) Segundo lugar Terceiro lugar Quarto lugar | Eliminado(a) nas Galas ao vivo Eliminado(a) nos Tira-Teimas Roubado(a) nas Batalhas Eliminado(a) nas Batalhas Abandonou a competição |

| Mentores | Concorrentes        | Concorrentes       | Concorrentes        | Concorrentes | Concorrentes | Concorrentes |
| --- | ------------------- | ------------------ | ------------------- | ------------ | ------------ | ------------ |
| Marisa Liz |                     |                    |                     |              |              |              |
| Miguel Carmona | Andrea Verdugo      | Daniel Galvão      | Maria Bradshaw      |              |              |              |
| Marisa Almeida | Bruno Pina          | Pedro Santos       | Hélia Castro        |              |              |              |
| Sónia Santos | Joana Lopes         | Vera Feu           | David Gomes         |              |              |              |
| Alexandra Moita | Marcos Bessa        | Fernando Adanjo    | Diana Oliveira      |              |              |              |
| Mickael Carreira |                     |                    |                     |              |              |              |
| Fernando Daniel | Sérgio Alves        | Fausto Vasconcelos | Marcos Bessa        |              |              |              |
| Vera Lima | Juliana Linharelhos | Inês Hudson        | Bruno Gomes         |              |              |              |
| Ana, Flávia & Marta | Pedro Santos        | Jaime & Nuno       | Sophia Tavares      |              |              |              |
| Inês Mota | Filomena Mendes     | Luís Cruz          | Tamara Pereira      |              |              |              |
| Aurea |                     |                    |                     |              |              |              |
| Francisco Murta | Jéssica Ângelo      | David Gomes        | Edna                |              |              |              |
| Catarina Castanhas | Bertílio Santos     | Janette Lobo       | Vera Feu            |              |              |              |
| Tiago Baltazar | Sérgio Alves        | Marisa Almeida     | Inês Antunes        |              |              |              |
| Luísa Dantier | Teresa Mello        | Salomé Silveira    | Isis Melo           |              |              |              |
| Vera Alvarenga |                     |                    |                     |              |              |              |
| Anselmo Ralph |                     |                    |                     |              |              |              |
| Marta Carvalho | Márcio Vicente      | Cristina Afonso    | Joana Lopes         |              |              |              |
| Alexandra Moita | Laura Vargas        | Natacha Amendoeira | Luís Batista        |              |              |              |
| Raquel Monteiro | Tiago Sepúlveda     | Lydie Carreira     | Ana Rita Arez       |              |              |              |
| Samuel Albuquerque | Inês Costa          | Mariana Gonçalves  | Symone de la Dragma |              |              |              |
| Nota: Concorrentes roubados estão em itálico (nomes riscados na equipa de onde foram roubados). Concorrentes escolhidos pelo público para avançarem para as Galas estão sublinhados. |                     |                    |                     |              |              |              |

## Provas Cegas
Legenda:

### 1.º Episódio (4 de setembro)
- Prova Cega Especial: Marisa Liz — "Eu Sei que Vou Te Amar"

| Ordem | Concorrente                       | Idade       | Canção                               | Escolha dos mentores e dos concorrentes | Escolha dos mentores e dos concorrentes | Escolha dos mentores e dos concorrentes | Escolha dos mentores e dos concorrentes |
| Ordem | Concorrente                       | Idade       | Canção                               | Marisa                                  | Mickael                                 | Aurea                                   | Anselmo                                 |
| ----- | --------------------------------- | ----------- | ------------------------------------ | --------------------------------------- | --------------------------------------- | --------------------------------------- | --------------------------------------- |
| 1     | Catarina Castanhas                | 15          | "And I Am Telling You I'm Not Going" | —                                       | ✔                                       | ✔                                       | ✔                                       |
| 2     | Bruno Pina                        | 22          | "Lately"                             | ✔                                       | ✔                                       | ✔                                       | ✔                                       |
| 3     | Alexandra Cardoso                 | 39          | "Grito"                              | —                                       | —                                       | —                                       | —                                       |
| 4     | Alexandra Moita                   | 16          | "I Will Always Love You"             | ✔                                       | ✔                                       | ✔                                       | ✔                                       |
| 5     | Inês Mota                         | 19          | "Read All About It, Pt. III"         | —                                       | ✔                                       | —                                       | ✔                                       |
| 6     | Vanessa Moura                     | 32          | "I'll Be There"                      | —                                       | —                                       | —                                       | —                                       |
| 7     | Hélia Castro                      | 47          | "Think of Me"                        | ✔                                       | ✔                                       | ✔                                       | ✔                                       |
| 8     | Márcio Vicente                    | 30          | "Rise Like a Phoenix"                | ✔                                       | ✔                                       | —                                       | ✔                                       |
| 9     | Claúdio & Nuno Hayes              | 20          | "Valerie"                            | —                                       | —                                       | —                                       | —                                       |
| 10    | Fernando Daniel                   | 20          | "When We Were Young"                 | ✔                                       | ✔                                       | ✔                                       | ✔                                       |
| 11    | Vera Batista                      | 27          | "The Best"                           | —                                       | —                                       | —                                       | —                                       |
| 12    | Edna (Daniel, Márcia & Francisco) | 20, 19 & 23 | "I'm Not the Only One"               | ✔                                       | ✔                                       | ✔                                       | ✔                                       |

### 2.º Episódio (11 de setembro)
| Ordem | Concorrente     | Idade | Canção                  | Escolha dos mentores e dos concorrentes | Escolha dos mentores e dos concorrentes | Escolha dos mentores e dos concorrentes | Escolha dos mentores e dos concorrentes |
| Ordem | Concorrente     | Idade | Canção                  | Marisa                                  | Mickael                                 | Aurea                                   | Anselmo                                 |
| ----- | --------------- | ----- | ----------------------- | --------------------------------------- | --------------------------------------- | --------------------------------------- | --------------------------------------- |
| 1     | Janiina Vaz     | 17    | "Pumped Up Kicks"       | —                                       | —                                       | —                                       | —                                       |
| 2     | Diana Oliveira  | 34    | "Ave Maria"             | ✔                                       | ✔                                       | ✔                                       | ✔                                       |
| 3     | Bertílio Santos | 26    | "I Put a Spell on You"  | —                                       | ✔                                       | ✔                                       | ✔                                       |
| 4     | Daniel Amado    | 29    | "Fix You"               | —                                       | —                                       | —                                       | —                                       |
| 5     | Andrea Verdugo  | 23    | "Son of a Preacher Man" | ✔                                       | ✔                                       | ✔                                       | ✔                                       |
| 6     | Raquel Monteiro | 27    | "Feeling Good"          | —                                       | —                                       | —                                       | ✔                                       |
| 7     | Mário Gonçalves | 27    | "Quase Perfeito"        | —                                       | —                                       | —                                       | —                                       |
| 8     | Cristina Afonso | 45    | "Georgia On My Mind"    | —                                       | ✔                                       | ✔                                       | ✔                                       |
| 9     | Marcos Bessa    | 27    | "Wings"                 | ✔                                       | ✔                                       | —                                       | —                                       |
| 10    | Vera Moura      | 22    | "Diamonds"              | —                                       | —                                       | —                                       | —                                       |
| 11    | Vera Lima       | 25    | "Barco Negro"           | —                                       | ✔                                       | ✔                                       | —                                       |
| 12    | Daniel Galvão   | 21    | "I'm Going Down"        | ✔                                       | ✔                                       | ✔                                       | ✔                                       |
| 13    | Filomena Mendes | 15    | "The Sound of Music"    | —                                       | ✔                                       | —                                       | ✔                                       |

### 3.º Episódio (18 de setembro)
- Prova Cega Especial: Aurea — "When I Was Your Man"

| Ordem | Concorrente          | Idade   | Canção              | Escolha dos mentores e dos concorrentes | Escolha dos mentores e dos concorrentes | Escolha dos mentores e dos concorrentes | Escolha dos mentores e dos concorrentes |
| Ordem | Concorrente          | Idade   | Canção              | Marisa                                  | Mickael                                 | Aurea                                   | Anselmo                                 |
| ----- | -------------------- | ------- | ------------------- | --------------------------------------- | --------------------------------------- | --------------------------------------- | --------------------------------------- |
| 1     | Vera Alvarenga       | 33      | "Purple Rain"       | —                                       | ✔                                       | ✔                                       | ✔                                       |
| 2     | Janette Lobo         | 25      | "Na Ri Na"          | —                                       | ✔                                       | ✔                                       | ✔                                       |
| 3     | Miguel Carmona       | 17      | "Let It Go"         | ✔                                       | ✔                                       | ✔                                       | ✔                                       |
| 4     | Carlos Balula        | 50      | "Proud Mary"        | —                                       | —                                       | —                                       | —                                       |
| 5     | Symone de La Dragma  | 19      | "This Is My Life"   | —                                       | —                                       | —                                       | ✔                                       |
| 6     | Tiago Baltazar       | 23      | "Ain't No Sunshine" | —                                       | ✔                                       | ✔                                       | ✔                                       |
| 7     | Mariana Henriques    | 20      | "The Power of Love" | —                                       | —                                       | —                                       | —                                       |
| 8     | Fernando Adanjo      | 54      | "Cielito Lindo"     | ✔                                       | ✔                                       | —                                       | ✔                                       |
| 9     | Jaime & Nuno Batista | 33 & 31 | "Highway to Hell"   | —                                       | ✔                                       | —                                       | —                                       |
| 10    | Filipa Coelho        | 29      | "Louie"             | —                                       | —                                       | —                                       | —                                       |
| 11    | Salomé Silveira      | 16      | "I Dreamed a Dream" | —                                       | —                                       | ✔                                       | ✔                                       |
| 12    | Marta Carvalho       | 18      | "Run"               | ✔                                       | ✔                                       | ✔                                       | ✔                                       |

### 4.º Episódio (25 de setembro)
| Ordem | Concorrente        | Idade | Canção                      | Escolha dos mentores e dos concorrentes | Escolha dos mentores e dos concorrentes | Escolha dos mentores e dos concorrentes | Escolha dos mentores e dos concorrentes |
| Ordem | Concorrente        | Idade | Canção                      | Marisa                                  | Mickael                                 | Aurea                                   | Anselmo                                 |
| ----- | ------------------ | ----- | --------------------------- | --------------------------------------- | --------------------------------------- | --------------------------------------- | --------------------------------------- |
| 1     | Ricardo Oliveira   | 21    | "Dia D"                     | —                                       | —                                       | —                                       | —                                       |
| 2     | Inês Hudson        | 18    | "Der Hölle Rache"           | —                                       | ✔                                       | —                                       | ✔                                       |
| 3     | Laura Vargas       | 23    | "The Winner Takes It All"   | —                                       | ✔                                       | ✔                                       | ✔                                       |
| 4     | Isis Melo          | 37    | "Tainted Love"              | —                                       | —                                       | ✔                                       | —                                       |
| 5     | Roberto Cabral     | 33    | "Are You Gonna Go My Way"   | —                                       | —                                       | —                                       | —                                       |
| 6     | Sophia Tavares     | 17    | "Seven Nation Army"         | ✔                                       | ✔                                       | ✔                                       | ✔                                       |
| 7     | Bruno Gomes        | 31    | "Roadhouse Blues"           | —                                       | ✔                                       | ✔                                       | ✔                                       |
| 8     | Natacha Amendoeira | 20    | "Let Her Go"                | ✔                                       | —                                       | —                                       | ✔                                       |
| 9     | Flávio Lino        | 32    | "Painkiller"                | —                                       | —                                       | —                                       | —                                       |
| 10    | Joana Lopes        | 23    | "At Last"                   | ✔                                       | ✔                                       | —                                       | ✔                                       |
| 11    | Sara Coito         | 21    | "Lisboa Não Sejas Francesa" | —                                       | —                                       | —                                       | —                                       |
| 12    | David Gomes        | 19    | "Crazy In Love"             | ✔                                       | ✔                                       | ✔                                       | —                                       |
| 13    | Sérgio Alves       | 30    | "Hero"                      | —                                       | —                                       | ✔                                       | —                                       |
| 14    | Maria Bradshaw     | 25    | "I Will Always Love You"    | ✔                                       | ✔                                       | ✔                                       | ✔                                       |

### 5.º Episódio (2 de outubro)
| Ordem | Concorrente             | Idade       | Canção                       | Escolha dos mentores e dos concorrentes | Escolha dos mentores e dos concorrentes | Escolha dos mentores e dos concorrentes | Escolha dos mentores e dos concorrentes |
| Ordem | Concorrente             | Idade       | Canção                       | Marisa                                  | Mickael                                 | Aurea                                   | Anselmo                                 |
| ----- | ----------------------- | ----------- | ---------------------------- | --------------------------------------- | --------------------------------------- | --------------------------------------- | --------------------------------------- |
| 1     | Ana, Flavia & Marta     | 17, 17 & 15 | "Radioactive"                | —                                       | ✔                                       | ✔                                       | ✔                                       |
| 2     | Luís do Vale            | 23          | "Sorry"                      | —                                       | —                                       | —                                       | —                                       |
| 3     | Vera Feu                | 36          | "Who's Lovin' You"           | ✔                                       | ✔                                       | ✔                                       | ✔                                       |
| 4     | Ana Rita Arez           | 22          | "Viram por aí o Fado?"       | —                                       | —                                       | —                                       | ✔                                       |
| 5     | Paulo Barbosa           | 18          | "Basket Case"                | —                                       | —                                       | —                                       | —                                       |
| 6     | Marisa Almeida          | 25          | "A Natural Woman"            | —                                       | ✔                                       | ✔                                       | ✔                                       |
| 7     | Pedro Santos            | 37          | "Rebel Yell"                 | —                                       | ✔                                       | —                                       | ✔                                       |
| 8     | Lydie Carreira          | 32          | "I Feel Good"                | —                                       | —                                       | —                                       | ✔                                       |
| 9     | Iven Reys & Sérgio Hash | 28 & 26     | "Shut Up And Dance"          | —                                       | —                                       | —                                       | —                                       |
| 10    | Luís Cruz               | 23          | "Como Ela é Bela"            | —                                       | ✔                                       | ✔                                       | —                                       |
| 11    | Vanessa Rodrigues       | 26          | "Best Of You"                | —                                       | —                                       | —                                       | —                                       |
| 12    | Mariana Gonçalves       | 19          | "River Deep - Mountain High" | —                                       | —                                       | —                                       | ✔                                       |
| 13    | Teresa Mello            | 20          | "Right To Be Wrong"          | ✔                                       | ✔                                       | ✔                                       | ✔                                       |
| 14    | Fausto Vasconcelos      | 20          | "Brother"                    | —                                       | ✔                                       | ✔                                       | —                                       |

### 6.º Episódio (9 de outubro)
- Prova Cega Especial: Deolinda Kinzimba — "Primeira Vez"

| Ordem | Concorrente         | Idade | Canção                       | Escolha dos mentores e dos concorrentes | Escolha dos mentores e dos concorrentes | Escolha dos mentores e dos concorrentes | Escolha dos mentores e dos concorrentes |
| Ordem | Concorrente         | Idade | Canção                       | Marisa                                  | Mickael                                 | Aurea                                   | Anselmo                                 |
| ----- | ------------------- | ----- | ---------------------------- | --------------------------------------- | --------------------------------------- | --------------------------------------- | --------------------------------------- |
| 1     | Joana Gonçalves     | 31    | "Unchained Melody"           | —                                       | —                                       | —                                       | —                                       |
| 2     | Tiago Sepúlveda     | 48    | "My Way"                     | —                                       | ✔                                       | —                                       | ✔                                       |
| 3     | Sónia Santos        | 36    | "Noite Cerrada"              | ✔                                       | ✔                                       | ✔                                       | ✔                                       |
| 4     | Juliana Linharelhos | 22    | "Holding Out For A Hero"     | Equipa cheia                            | ✔                                       | —                                       | —                                       |
| 5     | Sofia Rodrigues     | 29    | "Smile"                      | Equipa cheia                            | —                                       | —                                       | —                                       |
| 6     | Inês Antunes        | 32    | "FourFiveSeconds"            | Equipa cheia                            | ✔                                       | ✔                                       | ✔                                       |
| 7     | Samuel Albuquerque  | 22    | "Impossible"                 | Equipa cheia                            | —                                       | —                                       | ✔                                       |
| 8     | Francisco Clode     | 26    | "One Call Away"              | Equipa cheia                            | —                                       | —                                       | —                                       |
| 9     | Ana Ferreira        | 37    | "What About Love?"           | Equipa cheia                            | —                                       | —                                       | —                                       |
| 10    | Luís Batista        | 23    | "Hold Back the River"        | Equipa cheia                            | —                                       | —                                       | ✔                                       |
| 11    | Luísa Dantier       | 23    | "Listen"                     | Equipa cheia                            | —                                       | ✔                                       | —                                       |
| 12    | Francisco Murta     | 17    | "Georgia On My Mind"         | Equipa cheia                            | ✔                                       | ✔                                       | ✔                                       |
| 13    | Nádia Gomes         | 29    | "Pour que tu m'aimes encore" | Equipa cheia                            | —                                       | Equipa cheia                            | —                                       |
| 14    | Inês Costa          | 20    | "Video Games"                | Equipa cheia                            | ✔                                       | Equipa cheia                            | ✔                                       |
| 15    | Tamara Pereira      | 25    | "Whole Lotta Love"           | Equipa cheia                            | ✔                                       | Equipa cheia                            | Equipa cheia                            |

### 8.º Episódio (23 de outubro): Provas Cegas naAntena 1
Com a desistência de Vera Alvarenga, a Equipa da Aurea ficou com um lugar vazio e esta situação obrigou a mentora a fazer novas Provas Cegas. Aurea ouviu 4 candidatos na Estação de Rádio Antena 1, onde escolheu o novo membro da sua equipa.
| Ordem | Concorrente     | Idade | Canção                   | Escolha de Aurea |
| ----- | --------------- | ----- | ------------------------ | ---------------- |
| 1     | Miguel Vale     | 20    | "Free Fallin'"           | —                |
| 2     | Cristiana Silva | 20    | "One Day/Reckoning Song" | —                |
| 3     | Luís Gomes      | 21    | "Redemption Song"        | —                |
| 4     | Jéssica Ângelo  | 15    | "One Night Only"         | ✔                |

## As Batalhas
As Batalhas foram emitidas nos dias 16, 23 e 30 de outubro e 6 de novembro. Os conselheiros desta edição foram: Diogo Piçarra para a Equipa do Mickael, Tiago Pais Dias para a Equipa da Marisa, As Patrícias para a Equipa da Aurea e Bonga para a Equipa do Anselmo. Richie Campbell foi apenas ajudante para a batalha entre Tiago Baltazar e Inês Antunes da Equipa Aurea, que cantaram a sua canção "Do You No Wrong". Os mentores podem salvar dois concorrente vencidos das batalhas de outra equipa. Os vencedores e os salvos avançam para os Tira-Teimas.
Legenda:
| Episódio                      | Mentor           | Ordem | Vencedor            | Canção                           | Vencido             | Resultado para 'Salvar' | Resultado para 'Salvar' | Resultado para 'Salvar' | Resultado para 'Salvar' |
| Episódio                      | Mentor           | Ordem | Vencedor            | Canção                           | Vencido             | Marisa                  | Mickael                 | Aurea                   | Anselmo                 |
| ----------------------------- | ---------------- | ----- | ------------------- | -------------------------------- | ------------------- | ----------------------- | ----------------------- | ----------------------- | ----------------------- |
| 7.º Episódio (16 de outubro)  | Anselmo Ralph    | 1     | Natacha Amendoeira  | "Proud Mary"                     | Mariana Gonçalves   | —                       | —                       | —                       | —                       |
| 7.º Episódio (16 de outubro)  | Aurea            | 2     | Francisco Murta     | "Creep"                          | Isis Melo           | —                       | —                       | —                       | —                       |
| 7.º Episódio (16 de outubro)  | Mickael Carreira | 3     | Juliana Linharelhos | "You Shook Me All Night Long"    | Tamara Pereira      | —                       | —                       | —                       | —                       |
| 7.º Episódio (16 de outubro)  | Marisa Liz       | 4     | Hélia Castro        | "O Pastor"                       | Diana Oliveira      | —                       | —                       | —                       | —                       |
| 7.º Episódio (16 de outubro)  | Mickael Carreira | 5     | Fernando Daniel     | "Story of My Life"               | Pedro Santos        | ✔                       | —                       | —                       | —                       |
| 7.º Episódio (16 de outubro)  | Anselmo Ralph    | 6     | Laura Vargas        | "GoldenEye"                      | Symone de La Dragma | —                       | —                       | —                       | —                       |
| 7.º Episódio (16 de outubro)  | Marisa Liz       | 7     | Maria Bradshaw      | "Up Where We Belong"             | Marcos Bessa        | —                       | ✔                       | ✔                       | ✔                       |
|                               |                  |       |                     |                                  |                     |                         |                         |                         |                         |
| 8.º Episódio (23 de outubro)  | Anselmo Ralph    | 1     | Raquel Monteiro     | "Turning Tables"                 | Inês Costa          | —                       | —                       | —                       | —                       |
| 8.º Episódio (23 de outubro)  | Aurea            | 2     | Bertílio Santos     | "If I Ain't Got You"             | Salomé Silveira     | —                       | —                       | —                       | —                       |
| 8.º Episódio (23 de outubro)  | Mickael Carreira | 3     | Fausto Vasconcelos  | "Stitches"                       | Luís Cruz           | —                       | —                       | —                       | —                       |
| 8.º Episódio (23 de outubro)  | Marisa Liz       | 4     | Miguel Carmona      | "Like I'm Gonna Lose You"        | Alexandra Moita     | —                       | —                       | —                       | ✔                       |
| 8.º Episódio (23 de outubro)  | Anselmo Ralph    | 5     | Luís Batista        | "O Amor é Assim"                 | Samuel Albuquerque  | —                       | —                       | —                       | —                       |
| 8.º Episódio (23 de outubro)  | Mickael Carreira | 6     | Inês Hudson         | "Time to Say Goodbye"            | Filomena Mendes     | —                       | —                       | —                       | —                       |
| 8.º Episódio (23 de outubro)  | Aurea            | 7     | Jéssica Ângelo      | "When You Believe"               | Marisa Almeida      | ✔                       | —                       | —                       | ✔                       |
|                               |                  |       |                     |                                  |                     |                         |                         |                         |                         |
| 9.º Episódio (30 de outubro)  | Aurea            | 1     | Janette Lobo        | "Put Your Records On"            | Teresa Mello        | Equipa cheia            | —                       | —                       | —                       |
| 9.º Episódio (30 de outubro)  | Mickael Carreira | 2     | Ana, Flávia & Marta | "Runnin' (Lose it All)"          | Inês Mota           | Equipa cheia            | —                       | —                       | —                       |
| 9.º Episódio (30 de outubro)  | Marisa Liz       | 3     | Sónia Santos        | "Um Dia de Domingo"              | Fernando Adanjo     | Equipa cheia            | —                       | —                       | —                       |
| 9.º Episódio (30 de outubro)  | Aurea            | 4     | Catarina Castanhas  | "Dangerous Woman"                | Luísa Dantier       | Equipa cheia            | —                       | —                       | —                       |
| 9.º Episódio (30 de outubro)  | Anselmo Ralph    | 5     | Cristina Afonso     | "Summertime"                     | Ana Rita Arez       | Equipa cheia            | —                       | —                       | —                       |
| 9.º Episódio (30 de outubro)  | Marisa Liz       | 6     | Bruno Pina          | "Can't Feel My Face"             | David Gomes         | Equipa cheia            | ✔                       | ✔                       | ✔                       |
| 9.º Episódio (30 de outubro)  | Anselmo Ralph    | 7     | Márcio Vicente      | "Beneath Your Beautiful"         | Lydie Carreira      | Equipa cheia            | —                       | —                       | —                       |
|                               |                  |       |                     |                                  |                     |                         |                         |                         |                         |
| 10.º Episódio (6 de novembro) | Mickael Carreira | 1     | Vera Lima           | "Melhor de Mim"                  | Sophia Tavares      | Equipa cheia            | —                       | —                       | —                       |
| 10.º Episódio (6 de novembro) | Marisa Liz       | 2     | Andrea Verdugo      | "Respect"                        | Vera Feu            | Equipa cheia            | ✔                       | ✔                       | —                       |
| 10.º Episódio (6 de novembro) | Aurea            | 3     | Edna                | "Clown"                          | Sérgio Alves        | Equipa cheia            | ✔                       | Equipa cheia            | —                       |
| 10.º Episódio (6 de novembro) | Mickael Carreira | 4     | Bruno Gomes         | "Sex On Fire"                    | Jaime & Nuno        | Equipa cheia            | Equipa cheia            | Equipa cheia            | —                       |
| 10.º Episódio (6 de novembro) | Aurea            | 5     | Tiago Baltazar      | "Do You No Wrong"                | Inês Antunes        | Equipa cheia            | Equipa cheia            | Equipa cheia            | —                       |
| 10.º Episódio (6 de novembro) | Marisa Liz       | 6     | Daniel Galvão       | "It's a Man's Man's Man's World" | Joana Lopes         | Equipa cheia            | Equipa cheia            | Equipa cheia            | ✔                       |
| 10.º Episódio (6 de novembro) | Anselmo Ralph    | 7     | Marta Carvalho      | "Too Much Love Will Kill You"    | Tiago Sepúlveda     | Equipa cheia            | Equipa cheia            | Equipa cheia            | Equipa cheia            |

## Tira-Teimas
Os Tira-Teimas foram emitidos nos dias 13 e 20 de novembro. Os mentores escolhem cinco concorrentes para avançarem para as Galas ao vivo: um(a) escolhido(a) antes dos Tira-Teimas começarem e quatro depois de vistas as atuações. No final dos Tira-Teimas, os quatro concorrentes que não foram escolhidos pelos seus mentores seguiram a votação pelo público e o mais votado de cada equipa avança para as Galas ao vivo.
Legenda:
Passagem direta
| Mentor           | Concorrente         |
| ---------------- | ------------------- |
| Marisa Liz       | Andrea Verdugo      |
| Mickael Carreira | Juliana Linharelhos |
| Aurea            | Francisco Murta     |
| Anselmo Ralph    | Marta Carvalho      |

Tira-Teimas
| 11.º Episódio (13 de novembro) | Anselmo Ralph    | 1  | Luís Batista        | "Stand By Me"                                           | Eliminado  |  |  |  |  |
| 11.º Episódio (13 de novembro) | Anselmo Ralph    | 2  | Márcio Vicente      | "Writing's on the Wall"                                 | Salvo      |  |  |  |  |
| 11.º Episódio (13 de novembro) | Anselmo Ralph    | 3  | Raquel Monteiro     | "Cryin'"                                                | Eliminada  |  |  |  |  |
| 11.º Episódio (13 de novembro) | Anselmo Ralph    | 4  | Laura Vargas        | "I'd Rather Go Blind"                                   | Salva      |  |  |  |  |
| 11.º Episódio (13 de novembro) | Marisa Liz       | 5  | Hélia Castro        | "O Mio Babbino Caro"                                    | Eliminada  |  |  |  |  |
| 11.º Episódio (13 de novembro) | Marisa Liz       | 6  | Bruno Pina          | "Ordinary People"                                       | Salvo      |  |  |  |  |
| 11.º Episódio (13 de novembro) | Marisa Liz       | 7  | Sónia Santos        | "O meu Amor Marinheiro"                                 | Eliminada  |  |  |  |  |
| 11.º Episódio (13 de novembro) | Marisa Liz       | 8  | Miguel Carmona      | "The Blower's Daughter"                                 | Salvo      |  |  |  |  |
| 11.º Episódio (13 de novembro) | Aurea            | 9  | Bertílio Santos     | "Love on the Brain"                                     | Salvo      |  |  |  |  |
| 11.º Episódio (13 de novembro) | Aurea            | 10 | David Gomes         | "Stay"                                                  | Salvo      |  |  |  |  |
| 11.º Episódio (13 de novembro) | Aurea            | 11 | Tiago Baltazar      | "7 Years"                                               | Eliminado  |  |  |  |  |
| 11.º Episódio (13 de novembro) | Aurea            | 12 | Edna                | "Gravity"                                               | Salvos     |  |  |  |  |
| 11.º Episódio (13 de novembro) | Mickael Carreira | 13 | Bruno Gomes         | "Better Man"                                            | Eliminado  |  |  |  |  |
| 11.º Episódio (13 de novembro) | Mickael Carreira | 14 | Ana, Flávia & Marta | "They Don't Care About Us"/"Thriller"/"Heads Will Roll" | Eliminadas |  |  |  |  |
| 11.º Episódio (13 de novembro) | Mickael Carreira | 15 | Marcos Bessa        | "Jealous"                                               | Salvo      |  |  |  |  |
| 11.º Episódio (13 de novembro) | Mickael Carreira | 16 | Fernando Daniel     | "Dancing On My Own"                                     | Salvo      |  |  |  |  |
|                                |                  |    |                     |                                                         |            |  |  |  |  |
| 12.º Episódio (20 de novembro) | Mickael Carreira | 1  | Inês Hudson         | "Lascia Chi'o Pianga"                                   | Eliminada  |  |  |  |  |
| 12.º Episódio (20 de novembro) | Mickael Carreira | 2  | Fausto Vasconcelos  | "Skinny Love"                                           | Salvo      |  |  |  |  |
| 12.º Episódio (20 de novembro) | Mickael Carreira | 3  | Sérgio Alves        | "Come What May"                                         | Salvo      |  |  |  |  |
| 12.º Episódio (20 de novembro) | Mickael Carreira | 4  | Vera Lima           | "Chuva"                                                 | Salva      |  |  |  |  |
| 12.º Episódio (20 de novembro) | Aurea            | 5  | Catarina Castanhas  | "Run to You"                                            | Salva      |  |  |  |  |
| 12.º Episódio (20 de novembro) | Aurea            | 6  | Jéssica Ângelo      | "Hallelujah"                                            | Salva      |  |  |  |  |
| 12.º Episódio (20 de novembro) | Aurea            | 7  | Janette Lobo        | "Ponto de Luz"                                          | Eliminada  |  |  |  |  |
| 12.º Episódio (20 de novembro) | Aurea            | 8  | Vera Feu            | "Stone Cold"                                            | Eliminada  |  |  |  |  |
| 12.º Episódio (20 de novembro) | Anselmo Ralph    | 9  | Joana Lopes         | "I Will Survive"                                        | Salva      |  |  |  |  |
| 12.º Episódio (20 de novembro) | Anselmo Ralph    | 10 | Natacha Amendoeira  | "Valerie"                                               | Eliminada  |  |  |  |  |
| 12.º Episódio (20 de novembro) | Anselmo Ralph    | 11 | Alexandra Moita     | "Memory"                                                | Salva      |  |  |  |  |
| 12.º Episódio (20 de novembro) | Anselmo Ralph    | 12 | Cristina Afonso     | "Fascinação"                                            | Salva      |  |  |  |  |
| 12.º Episódio (20 de novembro) | Marisa Liz       | 13 | Marisa Almeida      | "I Am Changing"                                         | Salva      |  |  |  |  |
| 12.º Episódio (20 de novembro) | Marisa Liz       | 14 | Daniel Galvão       | "Treat You Better"                                      | Salvo      |  |  |  |  |
| 12.º Episódio (20 de novembro) | Marisa Liz       | 15 | Pedro Santos        | "Are You Gonna Go My Way"                               | Eliminado  |  |  |  |  |
| 12.º Episódio (20 de novembro) | Marisa Liz       | 16 | Maria Bradshaw      | "Sweet Dreams (Are Made of This)"                       | Salva      |  |  |  |  |

## Galas ao Vivo
Legenda:

### 13.º e 14.º Episódios: Top 24 (27 de novembro e 4 de dezembro)
Nestas duas galas, os 6 concorrentes de todas as equipas foram divididos em dois grupos de três. Em cada grupo são salvos dois concorrentes, um(a) pelo(a) público e outro(a) pelo(a) mentor(a), avançando, ao todo, quatro concorrentes de cada equipa para a 3.ª Gala.
| 13.º Episódio (27 de novembro) | Anselmo Ralph    | 1  | Marta Carvalho      | "Let it Go"                             | Salva pelo Anselmo |  |  |  |  |
| 13.º Episódio (27 de novembro) | Anselmo Ralph    | 2  | Laura Vargas        | "Bang Bang"                             | Eliminada          |  |  |  |  |
| 13.º Episódio (27 de novembro) | Anselmo Ralph    | 3  | Márcio Vicente      | "I Didn't Know My Own Strength"         | Salvo pelo público |  |  |  |  |
| 13.º Episódio (27 de novembro) | Aurea            | 4  | Edna                | "Sweet Dreams"                          | Salvos pela Aurea  |  |  |  |  |
| 13.º Episódio (27 de novembro) | Aurea            | 5  | Bertílio Santos     | "This Love"                             | Eliminado          |  |  |  |  |
| 13.º Episódio (27 de novembro) | Aurea            | 6  | Francisco Murta     | "I Can't Make You Love Me"              | Salvo pelo público |  |  |  |  |
| 13.º Episódio (27 de novembro) | Marisa Liz       | 7  | Andrea Verdugo      | "Vocês Sabem Lá"                        | Salva pela Marisa  |  |  |  |  |
| 13.º Episódio (27 de novembro) | Marisa Liz       | 8  | Daniel Galvão       | "Purple Rain"                           | Salvo pelo público |  |  |  |  |
| 13.º Episódio (27 de novembro) | Marisa Liz       | 9  | Bruno Pina          | "Imagine"                               | Eliminado          |  |  |  |  |
| 13.º Episódio (27 de novembro) | Mickael Carreira | 10 | Juliana Linharelhos | "Alone"                                 | Eliminada          |  |  |  |  |
| 13.º Episódio (27 de novembro) | Mickael Carreira | 11 | Marcos Bessa        | "Creep"                                 | Salvo pelo Mickael |  |  |  |  |
| 13.º Episódio (27 de novembro) | Mickael Carreira | 12 | Fernando Daniel     | "How Am I Supposed to Live Without You" | Salvo pelo público |  |  |  |  |
|                                |                  |    |                     |                                         |                    |  |  |  |  |
| 14.º Episódio (3 de dezembro)  | Mickael Carreira | 1  | Fausto Vasconcelos  | "A Thousand Years"                      | Salvo pelo Mickael |  |  |  |  |
| 14.º Episódio (3 de dezembro)  | Mickael Carreira | 2  | Vera Lima           | "Meu Amor de Longe"                     | Eliminada          |  |  |  |  |
| 14.º Episódio (3 de dezembro)  | Mickael Carreira | 3  | Sérgio Alves        | "It's All Coming Back to Me Now"        | Salvo pelo público |  |  |  |  |
| 14.º Episódio (3 de dezembro)  | Marisa Liz       | 4  | Marisa Almeida      | "I Was Here"                            | Eliminada          |  |  |  |  |
| 14.º Episódio (3 de dezembro)  | Marisa Liz       | 5  | Miguel Carmona      | "Say You Won't Let Go"                  | Salvo pelo público |  |  |  |  |
| 14.º Episódio (3 de dezembro)  | Marisa Liz       | 6  | Maria Bradshaw      | "Brand New Me"                          | Salva pela Marisa  |  |  |  |  |
| 14.º Episódio (3 de dezembro)  | Anselmo Ralph    | 7  | Joana Lopes         | "The House of the Rising Sun"           | Salva pelo Anselmo |  |  |  |  |
| 14.º Episódio (3 de dezembro)  | Anselmo Ralph    | 8  | Cristina Afonso     | "My Baby Just Cares for Me"             | Salva pelo público |  |  |  |  |
| 14.º Episódio (3 de dezembro)  | Anselmo Ralph    | 9  | Alexandra Moita     | "Without You"                           | Eliminada          |  |  |  |  |
| 14.º Episódio (3 de dezembro)  | Aurea            | 10 | Catarina Castanhas  | "I Can't Let Go"                        | Eliminada          |  |  |  |  |
| 14.º Episódio (3 de dezembro)  | Aurea            | 11 | David Gomes         | "Uptown Funk"                           | Salvo pelo público |  |  |  |  |
| 14.º Episódio (3 de dezembro)  | Aurea            | 12 | Jéssica Ângelo      | "Somebody to Love"                      | Salva pela Aurea   |  |  |  |  |

Outras atuações
| 13 | 1 | Marisa Liz, Anselmo Ralph, Aurea e Mickael Carreira | "A Única Mulher", "I Didn't Mean it", "Porque Ainda te Amo", "Juntos Somos mais Fortes" |  |  |  |  |  |  |
|    |   |                                                     |                                                                                         |  |  |  |  |  |  |
| 14 | 1 | Carlos do Carmo                                     | "Lisboa Menina e Moça"                                                                  |  |  |  |  |  |  |
| 14 | 2 | Anselmo Ralph                                       | "Por Favor DJ"                                                                          |  |  |  |  |  |  |

### 15.º Episódio: Top 16 (11 de dezembro)
| Mentores         | Ordem | Concorrente        | Canção                        | Resultado          |
| ---------------- | ----- | ------------------ | ----------------------------- | ------------------ |
| Anselmo Ralph    | 1     | Márcio Vicente     | "Footprints in the Sand"      | Salvo pelo Anselmo |
| Anselmo Ralph    | 2     | Joana Lopes        | "Feeling Good"                | Eliminada          |
| Anselmo Ralph    | 3     | Cristina Afonso    | "Sabor a Mí"                  | Eliminada          |
| Anselmo Ralph    | 4     | Marta Carvalho     | "The Prayer"                  | Salva pelo público |
| Marisa Liz       | 5     | Andrea Verdugo     | "Povo que Lavas no Rio"       | Salva pela Marisa  |
| Marisa Liz       | 6     | Miguel Carmona     | "O Jogo"                      | Salvo pelo público |
| Marisa Liz       | 7     | Maria Bradshaw     | "Make You Feel My Love"       | Eliminada          |
| Marisa Liz       | 8     | Daniel Galvão      | "I Didn't Mean It"            | Eliminado          |
| Mickael Carreira | 9     | Fausto Vasconcelos | "Mercy"                       | Eliminado          |
| Mickael Carreira | 10    | Marcos Bessa       | "Para Os Braços da Minha Mãe" | Eliminado          |
| Mickael Carreira | 11    | Sérgio Alves       | "Don't Stop Believing"        | Salvo pelo Mickael |
| Mickael Carreira | 12    | Fernando Daniel    | "You & I"                     | Salvo pelo público |
| Aurea            | 13    | David Gomes        | "Back to Black"               | Eliminado          |
| Aurea            | 14    | Francisco Murta    | "Bridge over Troubled Water"  | Salvo pelo público |
| Aurea            | 15    | Jéssica Ângelo     | "All by Myself"               | Salva pela Aurea   |
| Aurea            | 16    | Edna               | "Dream On"                    | Eliminados         |

### 16.º Episódio: Top 8 (18 de dezembro)
| Mentores         | Ordem | Concorrente     | Canção                | Pontos dos Mentores | Pontos do Público | Total | Resultado |
| ---------------- | ----- | --------------- | --------------------- | ------------------- | ----------------- | ----- | --------- |
| Mickael Carreira | 1     | Sérgio Alves    | "I Surrender"         | 20                  | 11                | 31    | Eliminado |
| Mickael Carreira | 2     | Fernando Daniel | "Everything I Do"     | 30                  | 39                | 69    | Salvo     |
| Anselmo Ralph    | 3     | Márcio Vicente  | "Listen"              | 20                  | 22                | 42    | Eliminado |
| Anselmo Ralph    | 4     | Marta Carvalho  | "Run to You"          | 30                  | 28                | 58    | Salva     |
| Aurea            | 5     | Francisco Murta | "Gravity"             | 29                  | 39                | 68    | Salvo     |
| Aurea            | 6     | Jéssica Ângelo  | "I Believe I Can Fly" | 21                  | 11                | 32    | Eliminada |
| Marisa Liz       | 7     | Andrea Verdugo  | "Canção do Mar"       | 24                  | 15                | 39    | Eliminada |
| Marisa Liz       | 8     | Miguel Carmona  | "Chamar a Música"     | 26                  | 35                | 61    | Salvo     |

Outras atuações
| Ordem | Artista(s)                                                           | Canção            |
| ----- | -------------------------------------------------------------------- | ----------------- |
| 1     | Amor Electro & Pité                                                  | "Sei"             |
| 2     | Diogo Piçarra & Equipa Mickael (Fernando Daniel & Sérgio Alves)      | "Meu é Teu"       |
| 3     | David Carreira & Equipa Anselmo (Márcio Vicente & Marta Carvalho)    | "Não Fui Eu"      |
| 4     | Carolina Deslandes & Equipa Aurea (Francisco Murta & Jéssica Ângelo) | "Heaven"          |
| 5     | Mickael Carreira                                                     | "Imaginamos"      |
| 6     | Agir & Equipa Marisa (Andrea Verdugo & Miguel Carmona)               | "Como Ela é Bela" |

### 17.º Episódio: Final (25 de dezembro)
| Mentores         | Concorrente     | Ordem | Canção                   | Ordem                | Canção (interpretada no programa) | Ordem                | Canção (com Mentores)  | Resultado |  |
| ---------------- | --------------- | ----- | ------------------------ | -------------------- | --------------------------------- | -------------------- | ---------------------- | --------- |  |
| Aurea            | Francisco Murta | 1     | "Yesterday"              | 9                    | "I Can't Make You Love Me"        | 5                    | "Lay Me Down"          | Top 2     |  |
| Anselmo Ralph    | Marta Carvalho  | 10    | "Dangerous Woman"        | 6                    | "Run"                             | 2                    | "Let Me Love You"      | 4.º Lugar |  |
| Mickael Carreira | Fernando Daniel | 7     | "Chandelier"             | 3                    | "When We Were Young"              | 11                   | "Por Quem Não Esqueci" | Top 2     |  |
| Marisa Liz       | Miguel Carmona  | 4     | "What a Wonderful World" | 12                   | "Let It Go"                       | 8                    | "Quero é Viver"        | 3.º Lugar |  |
|                  |                 |       |                          |                      |                                   |                      |                        |           |  |
| Duelo Final      |                 |       |                          |                      |                                   |                      |                        |           |  |
| Mickael Carreira | Fernando Daniel | 1     | "Dancing On My Own"      | "Dancing On My Own"  | "Dancing On My Own"               | "Dancing On My Own"  | "Dancing On My Own"    | Vencedor  |  |
| Aurea            | Francisco Murta | 2     | "Georgia On My Mind"     | "Georgia On My Mind" | "Georgia On My Mind"              | "Georgia On My Mind" | "Georgia On My Mind"   | 2.º Lugar |  |

Outras atuações
| Ordem | Artista(s)     | Canção                                        |
| ----- | -------------- | --------------------------------------------- |
| 1     | Top 4          | "All I Want For Christmas Is You"             |
| 2     | Top 4          | "Hallelujah"                                  |
| 3     | Raquel Tavares | "Não me Esperes de Volta"/"Meu Amor de Longe" |

## Resultados das Galas

### Todos
Informação dos concorrentes
| Artista da Equipa Marisa Artista da Equipa Mickael | Artista da Equipa Aurea Artista da Equipa Anselmo |

Detalhes dos resultados
| Vencedor(a) Segundo Lugar Terceiro Lugar Quarto Lugar | Artista avançou para a final Artista foi salvo(a) pelo público Artista foi salvo(a) pelo(a) mentor(a) Artista foi eliminado(a) |

| Concorrente | Concorrente         | Semana 1  | Semana 2              | Semana 3              | Semana 4              | Final                 |
| ----------- | ------------------- | --------- | --------------------- | --------------------- | --------------------- | --------------------- |
|             | Fernando Daniel     | Salvo     |                       | Salvo                 | Salvo                 | Vencedor              |
|             | Francisco Murta     | Salvo     |                       | Salvo                 | Salvo                 | 2.º Lugar             |
|             | Miguel Carmona      |           | Salvo                 | Salvo                 | Salvo                 | 3.º Lugar             |
|             | Marta Carvalho      | Salva     |                       | Salva                 | Salva                 | 4.º Lugar             |
|             | Andrea Verdugo      | Salva     |                       | Salva                 | Eliminada             | Eliminados (4.ª Gala) |
|             | Jéssica Ângelo      |           | Salva                 | Salva                 | Eliminada             | Eliminados (4.ª Gala) |
|             | Márcio Vicente      | Salvo     |                       | Salvo                 | Eliminado             | Eliminados (4.ª Gala) |
|             | Sérgio Alves        |           | Salvo                 | Salvo                 | Eliminado             | Eliminados (4.ª Gala) |
|             | Cristina Afonso     |           | Salva                 | Eliminada             | Eliminados (3.ª Gala) | Eliminados (3.ª Gala) |
|             | Daniel Galvão       | Salvo     |                       | Eliminado             | Eliminados (3.ª Gala) | Eliminados (3.ª Gala) |
|             | David Gomes         |           | Salvo                 | Eliminado             | Eliminados (3.ª Gala) | Eliminados (3.ª Gala) |
|             | Edna                | Salvos    |                       | Eliminados            | Eliminados (3.ª Gala) | Eliminados (3.ª Gala) |
|             | Fausto Vasconcelos  |           | Salvo                 | Eliminado             | Eliminados (3.ª Gala) | Eliminados (3.ª Gala) |
|             | Joana Lopes         |           | Salva                 | Eliminada             | Eliminados (3.ª Gala) | Eliminados (3.ª Gala) |
|             | Marcos Bessa        | Salvo     |                       | Eliminado             | Eliminados (3.ª Gala) | Eliminados (3.ª Gala) |
|             | Maria Bradshaw      |           | Salva                 | Eliminada             | Eliminados (3.ª Gala) | Eliminados (3.ª Gala) |
|             | Alexandra Moita     |           | Eliminada             | Eliminadas (2.ª Gala) | Eliminadas (2.ª Gala) | Eliminadas (2.ª Gala) |
|             | Catarina Castanhas  |           | Eliminada             | Eliminadas (2.ª Gala) | Eliminadas (2.ª Gala) | Eliminadas (2.ª Gala) |
|             | Marisa Almeida      |           | Eliminada             | Eliminadas (2.ª Gala) | Eliminadas (2.ª Gala) | Eliminadas (2.ª Gala) |
|             | Vera Lima           |           | Eliminada             | Eliminadas (2.ª Gala) | Eliminadas (2.ª Gala) | Eliminadas (2.ª Gala) |
|             | Bertílio Santos     | Eliminado | Eliminados (1.ª Gala) | Eliminados (1.ª Gala) | Eliminados (1.ª Gala) | Eliminados (1.ª Gala) |
|             | Bruno Pina          | Eliminado | Eliminados (1.ª Gala) | Eliminados (1.ª Gala) | Eliminados (1.ª Gala) | Eliminados (1.ª Gala) |
|             | Juliana Linharelhos | Eliminada | Eliminados (1.ª Gala) | Eliminados (1.ª Gala) | Eliminados (1.ª Gala) | Eliminados (1.ª Gala) |
|             | Laura Vargas        | Eliminada | Eliminados (1.ª Gala) | Eliminados (1.ª Gala) | Eliminados (1.ª Gala) | Eliminados (1.ª Gala) |

### Por equipas
Informação dos concorrentes
| Artista da Equipa Marisa Artista da Equipa Mickael | Artista da Equipa Aurea Artista da Equipa Anselmo |

Detalhes dos resultados
| Vencedor(a) Segundo Lugar Terceiro Lugar | Quarto Lugar Artista foi eliminado(a) |

| Concorrente | Concorrente         | Semana 1  | Semana 2  | Semana 3   | Semana 4  | Final     |
| ----------- | ------------------- | --------- | --------- | ---------- | --------- | --------- |
|             | Miguel Carmona      |           | Salvo     | Salvo      | Salvo     | 3.º Lugar |
|             | Andrea Verdugo      | Salva     |           | Salva      | Eliminada |           |
|             | Daniel Galvão       | Salvo     |           | Eliminado  |           |           |
|             | Maria Bradshaw      |           | Salva     | Eliminada  |           |           |
|             | Marisa Almeida      |           | Eliminada |            |           |           |
|             | Bruno Pina          | Eliminado |           |            |           |           |
|             |                     |           |           |            |           |           |
|             | Fernando Daniel     | Salvo     |           | Salvo      | Salvo     | Vencedor  |
|             | Sérgio Alves        |           | Salvo     | Salvo      | Eliminado |           |
|             | Fausto Vasconcelos  |           | Salvo     | Eliminado  |           |           |
|             | Marcos Bessa        | Salvo     |           | Eliminado  |           |           |
|             | Vera Lima           |           | Eliminada |            |           |           |
|             | Juliana Linharelhos | Eliminada |           |            |           |           |
|             |                     |           |           |            |           |           |
|             | Francisco Murta     | Salvo     |           | Salvo      | Salvo     | 2.º Lugar |
|             | Jéssica Ângelo      |           | Salva     | Salva      | Eliminada |           |
|             | David Gomes         |           | Salvo     | Eliminado  |           |           |
|             | Edna                | Salvos    |           | Eliminados |           |           |
|             | Catarina Castanhas  |           | Eliminada |            |           |           |
|             | Bertílio Santos     | Eliminado |           |            |           |           |
|             |                     |           |           |            |           |           |
|             | Marta Carvalho      | Salva     |           | Salva      | Salva     | 4.º Lugar |
|             | Márcio Vicente      | Salvo     |           | Salvo      | Eliminado |           |
|             | Cristina Afonso     |           | Salva     | Eliminada  |           |           |
|             | Joana Lopes         |           | Salva     | Eliminada  |           |           |
|             | Alexandra Moita     |           | Eliminada |            |           |           |
|             | Laura Vargas        | Eliminada |           |            |           |           |

## Concorrentes que apareceram em outros programas ou edições
- Catarina Castanhas foi concorrente em A Tua Cara não Me É Estranha: Kids juntamente com o cantor FF, terminando em 3.º lugar.
- Fernando Daniel fez parte do duo Babel na 2.ª edição do Factor X. Obteve o melhor resultado da equipa de grupos, ficando em 4.º lugar.
- Andrea Verdugo participou na 1.ª edição do Factor X, ficando pela fase de bootcamp.
- Symone de La Dragma participou na 2.ª edição do The Voice Portugal, sob o nome Simão Teles.
- Salomé Silveira participou no The Voice Kids, fazendo parte da Equipa Raquel. Chegou à final, sendo a 2.ª classificada da sua equipa.
- Marta Carvalho foi concorrente na 2.ª edição do Factor X, tendo sido eliminada na 1.ª gala.
- Vera Feu participou em Família Superstar, da SIC.
- Laura Vargas fez parte da Equipa Anselmo na edição anterior do The Voice Portugal. Foi eliminada após ter perdido a batalha contra Filipa Azevedo.
- David Gomes venceu a 2.ª edição de Uma Canção para Ti, com apenas 12 anos.
- Maria Bradshaw foi 5.ª classificada na 4.ª edição de Ídolos.
- Marisa Almeida fez parte da Equipa Reininho na 1.ª edição do The Voice Portugal (sob o nome A Voz de Portugal). Ficou no Top 4 da sua equipa.
- Jéssica Ângelo foi concorrente da 4.ª edição de Uma Canção para Ti.

## Audiências
Legenda:
     — Audiência mais elevada da temporada
     — Audiência mais baixa da temporada
| Episódio | Episódio               | Transmissão original   | Horário        | Espetadores | Rating | Share | Posição (no Dia) | Ref.  |
| -------- | ---------------------- | ---------------------- | -------------- | ----------- | ------ | ----- | ---------------- | ----- |
| 1        | Provas Cegas, Parte 1  | 4 de Setembro de 2016  | Domingo, 21h10 | 836 000     | 8,8%   | 20,1% | 5                | [ 2 ] |
| 2        | Provas Cegas, Parte 2  | 11 de Setembro de 2016 | Domingo, 21h10 | 1 054 500   | 11,1%  | 23,8% | 3                | [ 3 ] |
| 3        | Provas Cegas, Parte 3  | 18 de Setembro de 2016 | Domingo, 21h10 | 1 178 000   | 12,4%  | 25,8% | 1                | [ 4 ] |
| 4        | Provas Cegas, Parte 4  | 25 de Setembro de 2016 | Domingo, 21h10 | 1 140 000   | 12,0%  | 25,9% | 1                | [ 5 ] |
| 5        | Provas Cegas, Parte 5  | 2 de Outubro de 2016   | Domingo, 21h10 | 1 130 500   | 11,9%  | 25,1% | 2                | [ 6 ] |
| 6        | Provas Cegas, Parte 6  | 9 de Outubro de 2016   | Domingo, 21h10 | 1 396 500   | 14,7%  | 30,5% | 1                |       |
| 7        | Batalhas, Parte 1      | 16 de Outubro de 2016  | Domingo, 21h10 | 1 225 500   | 12,9%  | 27,0% | 2                |       |
| 8        | Batalhas, Parte 2      | 23 de Outubro de 2016  | Domingo, 21h10 | 1 168 500   | 12,3%  | 25,8% | 1                |       |
| 9        | Batalhas, Parte 3      | 30 de Outubro de 2016  | Domingo, 21h10 | 1 083 000   | 11,4%  | 24,8% | 2                |       |
| 10       | Batalhas, Parte 4      | 6 de Novembro de 2016  | Domingo, 21h10 | 1 083 000   | 11,4%  | 22,9% | 3                |       |
| 11       | Tira-Teimas, Parte 1   | 13 de Novembro de 2016 | Domingo, 21h10 | 1 187 500   | 12,5%  | 28,5% | 3                |       |
| 12       | Tira-Teimas, Parte 2   | 20 de Novembro de 2016 | Domingo, 21h10 | 1 159 000   | 12,2%  | 24,7% | 2                |       |
| 13       | Galas ao Vivo, Parte 1 | 27 de Novembro de 2016 | Domingo, 21h10 | 1 073 000   | 11,3%  | 24,7% | 2                |       |
| 14       | Galas ao Vivo, Parte 2 | 4 de Dezembro de 2016  | Domingo, 21h10 | 1 149 500   | 12,1%  | 26,0% | 2                |       |
| 15       | Galas ao Vivo, Parte 3 | 11 de Dezembro de 2016 | Domingo, 21h10 | 997 500     | 10,9%  | 24,3% | 3                |       |
| 16       | A Semifinal            | 18 de Dezembro de 2016 | Domingo, 21h10 | 931 000     | 9,8%   | 21,3% | 4                | [ 7 ] |
| 17       | A Final                | 25 de Dezembro de 2016 | Domingo, 21h10 | 810 000     | 8,8%   | 22,6% | 5                | [ 8 ] |